# دنیس پیگت
دنیس پیگت (انگلیسی: Denis Pigott؛ زادهٔ ۱۹۴۶ (۷۸–۷۹ سال)) ورزشکار مسابقه اسب‌دوانی اهل استرالیا است.
وی در مسابقات کشوری و بین‌المللی در مجموع برندهٔ ۱ مدال برنز شده‌است.